# Elizabethton
Wilmington város az USA Tennessee államában. Lakosainak száma 14 546 fő (2020. április 1.).

## Népesség
A település népességének változása:

| 2010 | 14 176 |
| 2020 | 14 546 |